# ولدیمیر دیودیا
ولدیمیر دیودیا (اوکراینی: Володимир Дюдя؛ زادهٔ ۶ ژانویهٔ ۱۹۸۳) دوچرخه‌سوار اهل اوکراین است.
از باشگاه‌هایی که در آن بازی کرده‌است می‌توان به ده ناردی و تیم میلرام اشاره کرد.
وی در مسابقات کشوری و بین‌المللی در مجموع برندهٔ ۱ مدال برنز شده‌است.

## زندگی
دیودیا در کی‌یف زاده شد. وی همچنین از دوچرخه‌سواران بازی‌های المپیک تابستانی ۲۰۰۴ و ۲۰۰۸ بوده‌است.